# Động đất Đại Lý năm 1925
Trận động đất Đại Lý năm 1925 xảy ra vào lúc 14:42 UTC ngày 16 tháng 3. Trận động đất này có độ lớn 7,0 theo thang độ lớn sóng mặt và cường độ cảm nhận tối đa ít nhất là cấp IX (dữ dội) theo thang địa chấn Mercalli. Tâm chấn nằm tại tỉnh Vân Nam miền nam Trung Quốc và giết chết khoảng 5.000 người.

## Bối cảnh kiến tạo
Vân Nam nằm trên một đới kiến tạo phức tạp chịu ảnh hưởng bởi đới biến dạng rộng rãi liên quan đến sự va chạm đang diễn ra của mảng Á-Âu và mảng Ấn Độ. Một khối hình thoi được giới hạn bởi các đứt gãy được gọi là khối Vân Nam-Tứ Xuyên được giới hạn bởi hệ thống các đứt gãy trượt bằng đang hoạt động là hệ thống đứt gãy Tiên Thủy Hà và đới đứt gãy trượt bằng phải sông Hồng và đứt gãy Kim Sa Giang.

## Động đất
Trận động đất gây ra bởi sự chuyển động của phần đông bắc của đứt gãy sông Hồng. Khu vực bị ảnh hưởng rung lắc có cường độ ít nhất cấp VII trên diện tích gần 5.000 km2.

## Thiệt hai
Thành phố Đại Lý bị thiệt hại nghiêm trọng, với 76.000 căn nhà bị phá hủy bởi sự rung lắc hoặc cháy sau đó. Các bức từng của thành phố bị ảnh hưởng nặng, một vài nơi sụp hoàn toàn, hai cửa của các tháp bị phá hủy. Có 3.600 người chết với hơn 7.200 người bị thương, 5.000 gia súc bị chết. Ở Phượng Nghi, hàng ngàn ngôi nhà bị phá hủy và hơn 1.2000 người chết, với 550 người bị thương. Ở Di Độ, 159 người chết và 165 người bị thương. Ở Tân Xuyên, hơn 800 người chết và hơn 500 người bị thương. Ngoài ra còn một số người chết ở Đặng Xuyên, Tường Vân và Nguy Sơn.